# Phumosia spinicostata
Phumosia spinicostata är en tvåvingeart som beskrevs av Zumpt 1975. Phumosia spinicostata ingår i släktet Phumosia och familjen spyflugor. Inga underarter finns listade i Catalogue of Life.